# Elkan Bauer
Elkan Bauer (Nikolsburg (que formaba entonces parte del Imperio austrohúngaro), 4 de abril de 1852 - Theresienstadt, 20 de septiembre de 1942) fue un compositor austríaco, víctima del nazismo.

## Biografía
Nació en 1852 en Nikolsburg, en Moravia del Sur, población hoy llamada Mikulov y perteneciente a Chequia. No sabía leer ni escribir partituras, pero las canciones que silbaba fueron anotadas y presentadas en conciertos de las bandas militares y en el Café Volksgarten de Viena. En 1942 fue deportado al KZ Theresienstadt; allí fue asesinado ese mismo año a la edad de noventa años.

## Su obra
Tras su arresto, los nazis quemaron todas sus pertenencias: su casa, sus documentos y su obra. Sin embargo, gracias a un primo de Elisa Springer, que huyó a Inglaterra antes de la Noche de los cristales rotos, se salvaron dos partituras inéditas de valses: el "Aeroplan Walzer" ("El vals del aeroplano") y "Diana-Walzer" ("El vals Diana").
Su nieta, la escritora Elisa Springer, una superviviente de Auschwitz, ha conservado las partituras inéditas en su casa en la localidad italiana de Manduria hasta su muerte; además, escribió el libro „Das Schweigen der Lebenden“ (El silencio de los vivos), la Fundación que lleva su nombre administra el legado de Bauer.

## Fuente
- Artículo traducido de las versiones alemana e italiana de Wikipedia.

- Datos: Q317904